# Stazione di Niseko

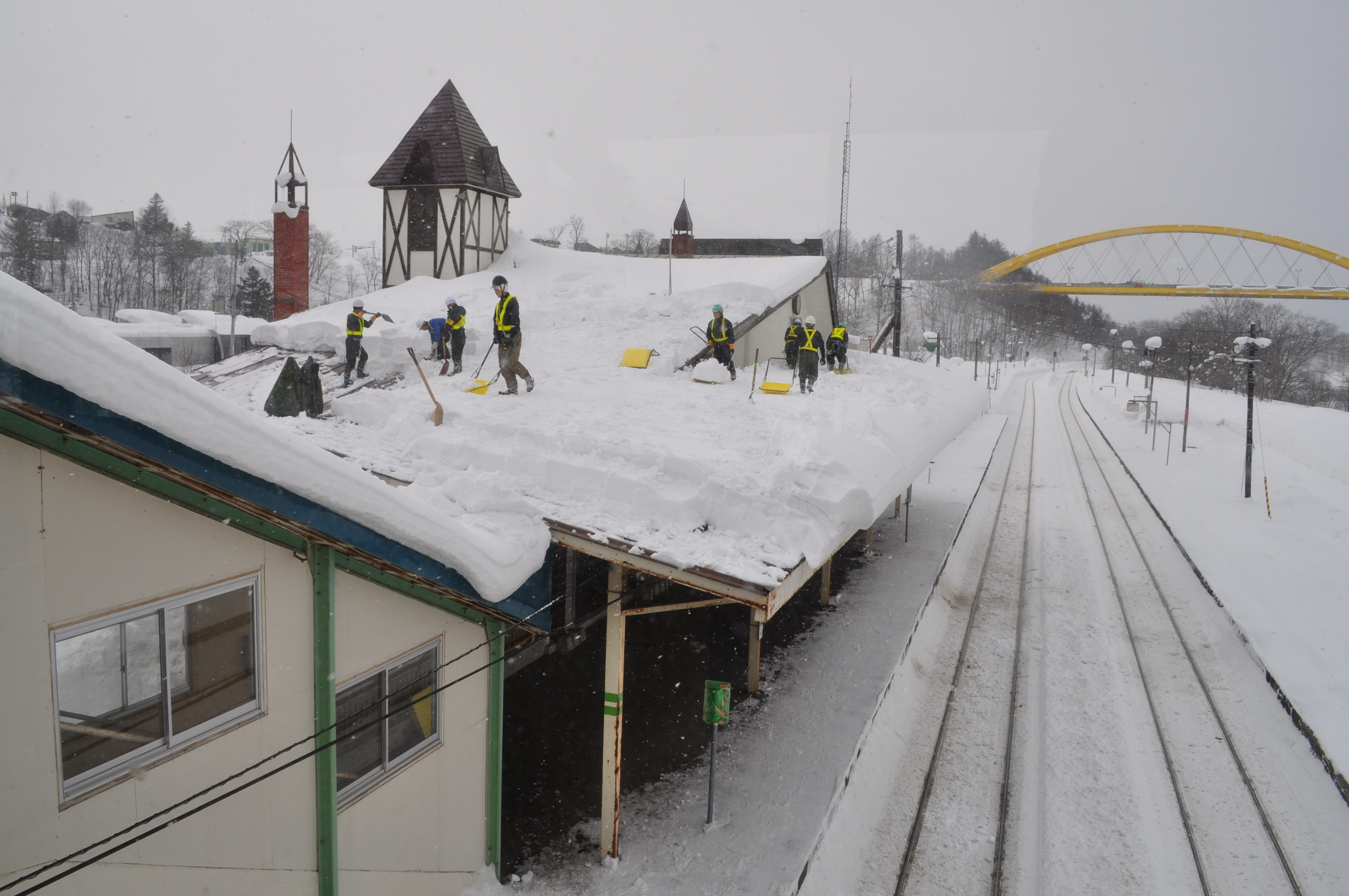
Attività di rimozione della neve dal tetto in inverno

La stazione di Niseko (ニセコ駅?, Niseko-eki) è una stazione ferroviaria situata nella cittadina di Niseko, in Hokkaidō, Giappone, lungo la linea principale Hakodate della JR Hokkaido, principale porta di accesso all'area sciistica ed escursionistica di Niseko.

## Storia
La stazione venne aperta dalle ferrovie dell'Hokkaidō nel 1904 con il nome di stazione di Makkari (真狩駅?, Makkari-eki), ma solamente due anni dopo la denominazione divenne stazione di Kaributo (狩太駅?, Kaributo-eki). Il nome attuale è stato assegnato nel 1968, e all'epoca fu la prima stazione denominata esclusivamente per mezzo del sillabario katakana.
Il nome "niseko" deriva dal monte Niseko Annupuri, a sua volta derivato dalla lingua ainu.

## Strutture e impianti
La stazione è dotata di un marciapiede laterale e di uno a isola, con tre binari totali. La banchina a isola è raggiungibile da un sovrappassaggio, e i binari sono così utilizzati:
| 1 | ■ Linea principale Hakodate | per Oshamanbe e Otaru (solo treni speciali) |
| 2 | ■ Linea principale Hakodate | per Kutchan, Otaru e Sapporo                |
| 3 | ■ Linea principale Hakodate | per Kutchan, Otaru e Sapporo                |

## Movimento
Presso questa stazione fermano treni locali e speciali turistici, specialmente nella stagione invernale, con una frequenza media di un treno all'ora.

## Servizi
Il fabbricato viaggiatori è dotato di una sala d'attesa.
- Sala d'attesa
- Biglietteria presenziata
- Servizi igienici

## Interscambi
- Fermata autobus (sul piazzale esterno, e alla vicina fermata di Niseko motodōri)